# Riigi Teataja
Riigi Teataja (tłum. 'dziennik państwowy') – oficjalny dziennik urzędowy Republiki Estońskiej, w którym publikowane są akty prawne oraz inne dokumenty państwowe. Pierwsze wydanie ukazało się 27 listopada 1918 roku.
Od 1 czerwca 2002 roku Riigi Teataja był dostępny w formie elektronicznej jako Elektrooniline Riigi Teataja (eRT), funkcjonując równolegle z wersją papierową. Ostatecznie, 31 maja 2010 roku, zaprzestano publikacji papierowej wersji dziennika, czyniąc wersję elektroniczną jedynym oficjalnym źródłem estońskiego prawa.
Elektrooniline Riigi Teataja jest publikowany przez Ministerstwo Sprawiedliwości i Spraw Cyfrowych Estonii, a jego hostingiem oraz obsługą techniczną zajmuje się Centrum Rejestrów i Systemów Informacyjnych (RIK).
Na stronie internetowej Riigi Teataja użytkownicy mają dostęp do skonsolidowanych tekstów aktów prawnych, tłumaczeń na język angielski oraz mogą korzystać z zaawansowanych funkcji wyszukiwania. Dostępna jest również usługa subskrypcji, która informuje o nowych tłumaczeniach drogą e-mailową.
W 2018 roku, z okazji 100. rocznicy istnienia Riigi Teataja, zdigitalizowano wszystkie przedwojenne numery dziennika, udostępniając je publicznie w formie elektronicznej.
Estonia była jednym z pierwszych krajów na świecie, które wprowadziły oficjalną elektroniczną publikację tekstów prawnych, co stanowiło istotny krok w kierunku nowoczesnego i dostępnego systemu prawnego.